# Fernando Colunga Ultimate Experience
Fernando Colunga Ultimate Experience је српски хеви метал бенд из Пожаревца. Име потиче од мексичког глумца сапуница Фернандо Колунга.

## Историја
Настао је 2010. године у саставу са Марком Живковићем, Стефаном Миленковићем и Антонијем Јовановићем. Fernando Colunga Ultimate Experience је започео као неформални споредни пројекат, формиран углавном у рекреативне сврхе, мешањем музичких основа жанрова попут грајндкора, са неким комичним и пародијским текстовима о сапуницама и разним културним иконама попут Стивена Сигала.
Име бенда је инспирисано познатим мексичким глумцем Фернандо Колунгом, кога упоређују са америчким глумцем Чаком Норисом, због огромног броја ликова које је Фернандо Колунга тумачио у својој каријери. Ипак, бенд је наредних година радио професионално, почевши од објављивања свог албума Toxic hog cult, напуштајући грајндкор, показујући утицај Death and roll.
Године 2019. бенд је стекао значајну популарност у латиноамеричким медијима (посебно у Мексику), с обзиром на карактеристично име. Исте године, објавили су сингл Inhale My Misery. Мрежни часопис Helly Cherry је описао њихов нови сингл као стилски потпуно различит од свега што је бенд снимио током своје прве три године. Убрзо касније, бенд је објавио свој следећи сингл La Usurpadora.
Демо песма, Dia de Muertos, је објављена 1. новембра (датум када се у Мексику слави Дан Мртвих). Према немачком дистрибутеру музике Fangtasia Studio, ово дело има приступ сличнији оном најстаријих песама бенда, комбинујући стилове дет метала и грајндкора.

## Дискографија

### Студијски албуми
- Toxic Hog Cult (2012)

### Песме
- Jama se preljeva (2011)
- Charade (2012)
- Inhale My Misery (2019)
- La Usurpadora (2019)
- Un lamento por Esmeralda (2021)

### Демос
- Telenovela 1 (2010)
- Sangriento e brutal telenovela (2010)
- Scorched Dominion of Human Waste (2010)
- Nekromansa (2015)
- Dia de muertos (2019)